# Nausorixipha viti
Nausorixipha viti är en insektsart som beskrevs av Otte, D. och Cowper 2007. Nausorixipha viti ingår i släktet Nausorixipha och familjen syrsor. Inga underarter finns listade i Catalogue of Life.